# Dana Spálenská
Dana Spálenská, rozená Dana Beldová, (* 10. února 1950, Jablonec nad Nisou) je bývalá československá sáňkařka.

## Život
Pochází ze Smržovky, která byla centrem sportovní jízdy na saních. Jednou z vůdčích osobností –  "hybatelů" tohoto sportu a funkcionářem tam byl její otec Miloslav. Na dráhu ji vodil od pěti let. 
Vystudovala tanvaldské gymnázium. Po gymnáziu chtěla studovat fakultu tělesné výchovy a sportu, ale nebyla přijata. Krátce po vpádu sovětských vojsk nastoupila na dvouletou střední školu pro rehabilitační sestry. 
Nástup normalizace postihl jejího otce: vystupoval proti okupaci, neprošel stranickými prověrkami, v roce 1970 ho vyloučili z KSČ a v podniku sesadili z funkce zástupce ředitele. Zůstal pak v podniku na výrobu bižuterie v Jablonci nad Nisou už jen jako skladník.
Ona poté, co z politických důvodů skončila její sportovní kariéra, a po narození syna v roce 1978 začala trénovat ve Smržovce děti a věnovala se dál práci rehabilitační sestry. Po roce 1990 začala podnikat jako fyzioterapeutka a vede rehabilitační cvičení pro ženy. 

## Sportovní kariéra
Na první mezinárodní závody vyjela do polské Karpacze na mistrovství Evropy juniorek jako čtrnáctiletá v roce 1964. O čtyři roky později získala na šampionátu stejné kategorie zlatou medaili, stala se juniorskou mistryní Evropy.  Na X. ZOH v Grenoble 1968 skončila v závodě jednotlivců na 6. místě a přispěla tak jedním bodem k 6. místu ČSSR v pořadí zemí v tomto sportu a k jejímu 13. místu v celkovém neoficiálním pořadí zemí na olympiádě.
Na olympiádu v roce 1972 neodcestovala. „Náš olympijský výbor rozhodl, že se výprava musí zmenšit, a sáňkaři měli smůlu. Aspoň jsem se mohla věnovat založení rodiny", říká. Svatba byla v červnu. Šest týdnů po porodu se vrátila na sáňkařskou dráhu.  Na Mistrovství světa v jízda na saních v roce 1975 ve švédském Hammarstrandu získala bronzovou medaili za 3. místo. 
Na XII. ZOH v Innsbrucku 1976 skončila (pod jménem Beldová Spálenská) v závodě jednotlivců na 10. místě. Vzhledem k tomu, že na rozdíl od velmocí v tomto sportu NDR, NSR a Rakouska v ČSSR nebyla k dispozici uměle chlazená dráha, bylo celkově 4. místo československých sáňkařů v pořadí v tomto sportu hodnoceno jako přiměřeně úspěšné.
To byl konec její reprezentační a aktivní sportovní dráhy: v důsledku neoprávněného, mylného udání, nařčení z "hanlivého" výroku na jedné z besed po vrcholné sportovní akci, který ona vůbec nepronesla, byla z reprezentace vyřazena.